# جرازاليما
جرازاليما (بالإسبانية:Grazalema)، تسمى بالعربية صخرة بني سُليم ، هي إحدى بلديات مقاطعة قادس، التي تقع في منطقة الأندلس جنوب إسبانيا. يبلغ عدد سكانها 2.219 نسمة وفقاً لإحصائية سنة (2002).
ترتبط الآثار الأولى للقرية ببقايا مستوطنة رومانية كانت تُدعى لاكيدوليا والتي تقع أثارها على بعد كيلومترات قليلة عن المدينة الحالية. في الفترة الإسلامية، كانت المنطقة مأهولة من قبل الأمازيغ الذين أطلقوا على المدينة اسم «ريسا إيمي سولي»، والذي انتقل في النهاية إلى «بني سليم» و«ابن السليم» في المصادر العربية والذي غالبًا ما يشار إليه باللغة الإسبانية باسم غران زوليما.
ذكرت المدينة من طرف العديد من الجغرافيين والمؤرخين من بيهم الإدريسي: